# Deinophloeus impressifrons
Deinophloeus impressifrons là một loài bọ cánh cứng trong họ Laemophloeidae. Loài này được Schaeffer miêu tả khoa học năm 1910.